# Iscadida
Iscadida là một chi bọ cánh cứng trong họ Chrysomelidae.
Chi này được miêu tả khoa học năm 1843 bởi Chevrolat.

## Các loài
Các loài trong chi này gồm:
- Iscadida joliveti Daccordi, 1983
- Iscadida minuta Daccordi, 1983
- Iscadida youngai Daccordi, 1983